# Codename: Kids Next Door
Codename: Kids Next Door (bra: KND - A Turma do Bairro) é uma série de desenho animado estadunidense produzida e exibida pelo Cartoon Network e criada por Tom Warburton (conhecido também como "Mr. Warburton"). A exibição do desenho se deu com o resultado da votação do Cartoon Network's Big Pick com os espectadores do canal em 2001. A série estreou originalmente em 6 de dezembro de 2002 no Cartoon Network dos Estados Unidos.
No Brasil, a série estreou em 5 de setembro de 2003 pelo Cartoon Network, e depois na TV aberta, como parte das estreias de novos desenhos no Bom Dia & Cia do SBT nas férias escolares de julho de 2004, ao lado de Baby Looney Tunes e Projeto Zeta.
O desenho é centralizado na história de cinco crianças agentes que combatem o autoritarismo dos adultos sobre os jovens. Eles passam a maior parte do tempo em seu quartel-general, uma gigantesca casa da árvore com várias armas e tecnologias desenvolvidas por eles mesmos. A equipe se identifica via números de 1 até 5 com seu líder sendo o Número 1. Inicialmente, o programa apresenta apenas esse grupo, porém, ao desenrolar do enredo, é revelado que eles são o Setor V de uma grande organização da Turma do Bairro, com (inicialmente) centenas de operativos em diferentes localidades do mundo.
O episódio piloto da série estreou no Cartoon Network em meados de 2001 como parte de The Big Pick II, um evento especial de transmissão que mostrava 11 episódios pilotos inéditos de diferentes séries. O vencedor de uma enquete realizada pelos espectadores do Cartoon Network decidiria qual piloto seria transformado em uma série completa. Após vencer a enquete, a série estreou em 6 de dezembro de 2002 e foi finalizada em até 21 de janeiro de 2008, com seis temporadas e 78 episódios. Dois filmes de televisão foram transmitidos: Operation: Z.E.R.O., que foi lançado em 2006, e Operation: I.N.T.E.R.V.I.E.W.S., que foi lançado como o encerramento da série em 2008. Um episódio especial com crossovers de meia hora com outra série do Cartoon Network, The Grim Adventures of Billy & Mandy, foi exibido em 2007.

## História
A Turma do Bairro estreou no Cartoon Network em 2001 com o episódio piloto A Guerra da Piscina, neste episódio Nico Uno e sua turma tem a missão de tomar posse da piscina para as crianças e expulsar os adultos dela.
Com o desenrolar dos episódios o desenho mostra que a Turma do Bairro está em constante guerra contra os adultos e os adolescentes, mas a Turma do Bairro também possui suas regras, como por exemplo, quando uma criança completa 13 anos, ela tem que ser dispensada. Então as crianças mais novas apagam sua mente, e ela esquece que já foi da Turma do Bairro e que viveu grandes aventuras. Isso acontece para que os antigos operadores não deixem os segredos da Turma do Bairro parar nas mãos dos adolescentes.
O motivo de a criança ser dispensada com 13 anos é que em inglês o número 13 se escreve "thirteen", separando nós temos a palavra "teen" que significa adolescente, ou seja aos 13 anos começa a adolescência, e como a Turma do Bairro é uma instituição de crianças, os adolescentes não participam. Mas a pouco tempo descobriu-se que alguns agentes quando completam treze anos ainda continuam na Turma do Bairro (conhecida nesse caso como TND: Teens Next Door). Eles se infiltram nas instalações dos adolescentes como espiões das crianças, e fornecem informações ao comando global. Mas apenas os melhores agentes são escolhidos para isso.
Alguns vilões também são agentes da Turma do Bairro, neste caso os dissidentes que desejam exterminar os adultos tanto do bem quanto do mal e instaurar uma ditadura das crianças. Todas as outras crianças são treinadas para combater APENAS o autoritarismo que os adultos e adolescentes possuem sobre elas, enquanto que os dissidentes seguem suas próprias regras arbitrariamente conservadoras e desumanas, o que acaba colocando a Turma do Bairro em perigo inimaginável em certos episódios.
Na Turma do Bairro, todos são identificados por números como Nico Uno, Nº 1; Horácio P. Genaro Nº 2; Ukibe Nokome, Nº 3; Maurício Melo, Nº 4; e Abigail Oliveira, Nº 5. Estes números são do setor V, mas também temos números como 86, Fofa; 274, Chad Dickson; e 362, Raquel; a líder suprema.
Os quartéis generais da Turma do Bairro geralmente são todos casas na árvore até a base lunar é uma base espacial numa árvore na lua e também a base no Ártico que é como um iglu.
As armas e veículos da Turma do Bairro são peças desmontadas de outras coisas, como por exemplo, suas naves que são parte trator, parte míssil, parte telhado de casa, e suas armas, como por exemplo a que atira chiclete, é um globo daqueles que se deposita uma moeda e sai um chiclete só que modificado.

## Episódios
A série possui 78 episódios distribuídos em seis temporadas. A série estreou originalmente 6 de dezembro de 2002 no Cartoon Network e 5 de setembro de 2003 no Cartoon Network (Brasil) com o episódio "Operation: I.-S.C.R.E.A.M" e foi finalizada com o filme de televisão "Operation: I.N.T.E.R.V.I.E.W.S." em 21 de janeiro de 2008. Cada temporada consiste de 13 episódios, a maioria composto por duas histórias de 11 minutos, totalizando cerca de 26 segmentos por temporada. Alguns episódios possuem 22 minutos de duração. Dois filmes de televisão que foram lançados entre o segundo e terceiro episódio da 6ª temporada (Operation: Z.E.R.O) e no final da 6ª temporada (Operation: I.N.T.E.R.V.I.E.W.S) além de um episódio especial com crossovers também foram lançados no decorrer da série.
| Temporada | Temporada | Segmentos | Episódios | Episódios | Originalmente exibido  | Originalmente exibido  |
| Temporada | Temporada | Segmentos | Episódios | Episódios | Estreia da temporada   | Final da temporada     |
| --------- | --------- | --------- | --------- | --------- | ---------------------- | ---------------------- |
|           | Pilotos   | 2         | 2         | 2         | 6 de novembro de 1998  | 20 de julho de 2001    |
|           | 1         | 26        | 13        | 13        | 6 de dezembro de 2002  | 7 de março de 2003     |
|           | 2         | 25        | 13        | 13        | 3 de outubro de 2003   | 4 de junho de 2004     |
|           | 3         | 23        | 13        | 13        | 11 de junho de 2004    | 12 de novembro de 2004 |
|           | 4         | 22        | 13        | 13        | 19 de novembro de 2004 | 22 de julho de 2005    |
|           | 5         | 22        | 13        | 13        | 30 de setembro de 2005 | 25 de agosto de 2006   |
|           | 6         | 21        | 13        | 13        | 2 de agosto de 2006    | 23 de novembro de 2007 |
|           | Especiais | N/A       | 3         | 3         | 11 de agosto de 2006   | 21 de janeiro de 2008  |

## Outras mídias
Dois jogos eletrônicos foram lançados para a série: Operation: S.O.D.A. em 2004 para o Game Boy Advance e Operation: V.I.D.E.O.G.A.M.E. em 2005 para PlayStation 2, Xbox, e GameCube. Diversos jogos de navegador também foram lançados no site do Cartoon Network em diversas regiões. Um jogo de MMORPG intiulado Operation: B.E.S.T. foi jogável por um breve período em 2005, mas foi descontinuado pouco depois.
Em Cartoon Network Universe: FusionFall, os personagens principais e alguns vilões da série aparecem como personagens não jogáveis. Alguns cenários como a casa da árvore do Setor V e armas da animação também aparecem no jogo.

## Filmes
- Operação: Z.E.R.O.
- Operação: U.M.

## Especial
- As Terríveis Aventuras do KND

## Especiais
| #  | Título             | Data de Estreia        |
| -- | ------------------ | ---------------------- |
| 13 | "Operação: Adulto" | 7 de março de 2003     |
| 26 | "Operação: Fim"    | 4 de junho de 2004     |
| 35 | "Operação: Novato" | 6 de agosto de 2004    |
| 50 | "Operação: Busca"  | 8 de julho de 2005     |
| 53 | "Operação: Eleito" | 30 de setembro de 2005 |
| 54 | "Operação: Natal"  | 9 de dezembro de 2005  |